# 光照寺 (逗子市)

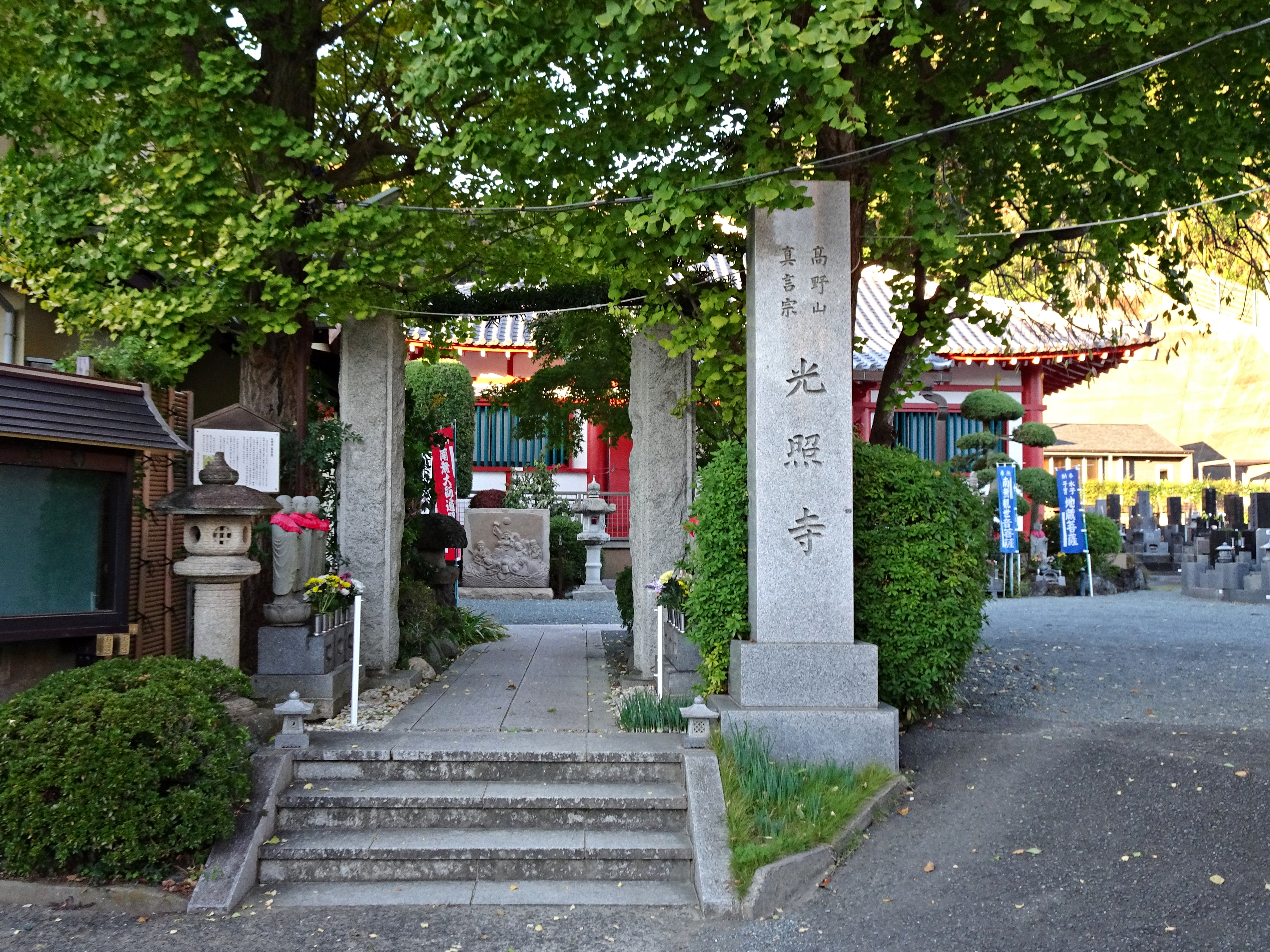
光照寺山門

光照寺（こうしょうじ）は、神奈川県逗子市にある高野山真言宗の寺院。

## 歴史
創建年代は不明である。ただ「源義平の菩提を弔うため」という創建の趣旨のみが伝わっている。江戸時代までは、近くの五霊神社の別当寺であった。
当寺の本尊は、阿弥陀如来で、14世紀頃に造られたものという。現在、神奈川県の重要文化財に指定されている。旧本尊は釈迦如来であったという。

## 文化財
- 木造阿弥陀如来立像（神奈川県指定重要文化財 昭和56年7月17日指定）[2]

## 交通アクセス
- 東逗子駅より徒歩15分。